# Atentado de Berlín de 2016
El atentado de Berlín de 2016 se produjo el 19 de diciembre de 2016 cuando Anis Amri, perpetró un atropello masivo, en el cual, mató a 11 personas y lesionó a otras 56 en un mercado navideño junto a la Iglesia Memorial Kaiser Wilhelm en Breitscheidplatz en el distrito de Charlottenburg de Berlín (Alemania). Una víctima adicional, el conductor original del camión, Łukasz Robert Urban, fue encontrado muerto a tiros en el asiento del copiloto. Un sospechoso fue arrestado y liberado más tarde debido a falta de pruebas, mientras que el autor permanecía prófugo.
Aunque la organización terrorista Estado Islámico reivindicó la autoría del atentado a través de Amaq News Agency, de acuerdo con las informaciones recabadas hasta el 21 de diciembre no existía ninguna prueba de que el perpetrador tuviera relación con ese grupo.
En la tarde del 21 de diciembre el fiscal dictó una orden de búsqueda y captura contra Anis Amri, un ciudadano tunecino de 24 años, e hizo una oferta pública de recompensa de hasta 100 000 euros por la entrega de datos que ayudasen a dar con su paradero. Amri fue abatido en Milán (Italia) el 23 de diciembre, y pocas horas más tarde la agencia Amaq divulgó un vídeo del autor del atentado donde aparecía jurando lealtad al Estado Islámico.

## Ataque

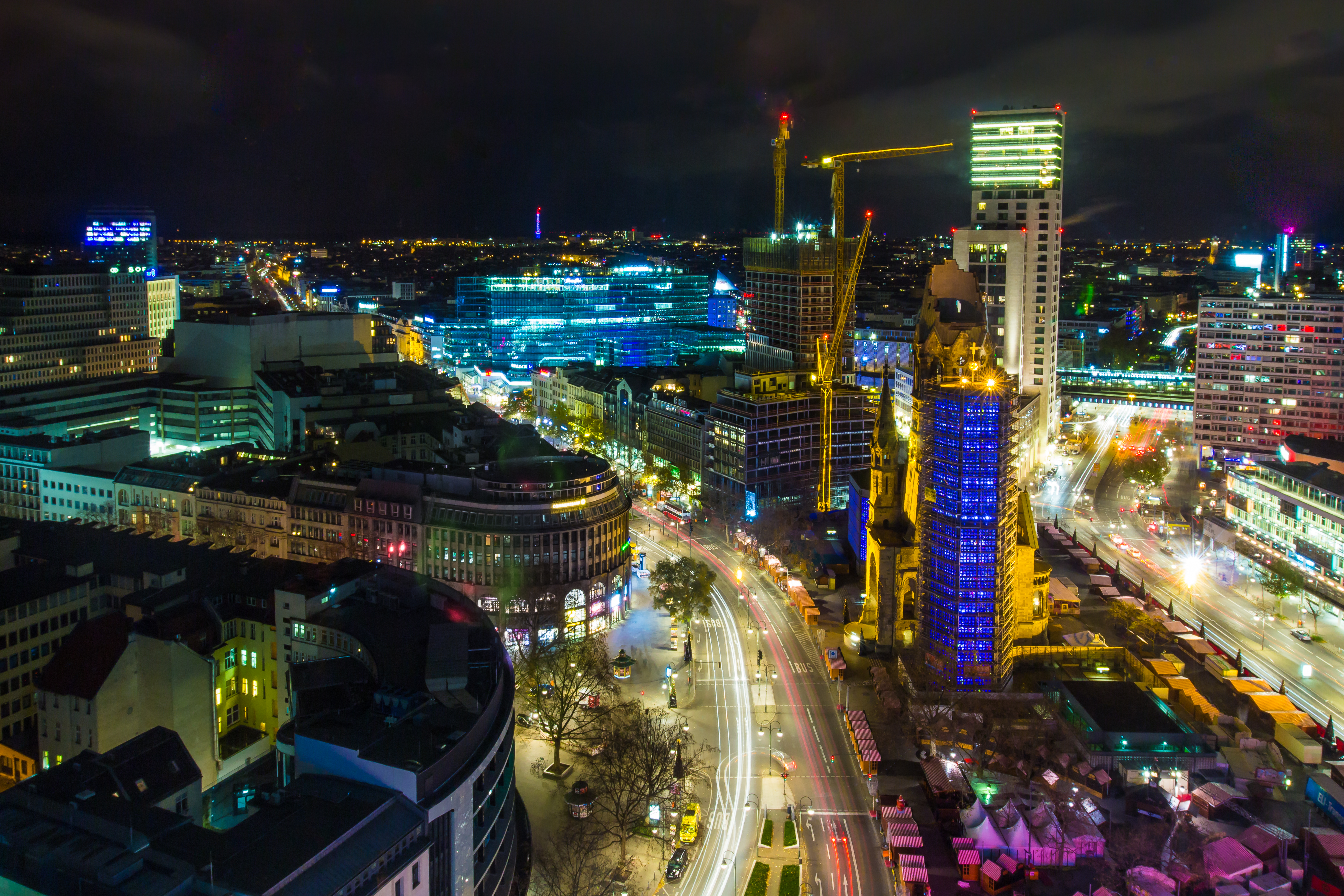
Vista aérea del mercado navideño en Breitscheidplatz en 2015.

Ruta del camión.

### Robo del vehículo
El vehículo implicado, un camión articulado Scania R 450 negro, llevaba placas de matrícula polacas y pertenecía a una empresa de reparto polaca, Usługi Transportowe (Servicios de Transporte) Ariel Żurawski, con sede en Sobiemyśl. El camión, que estaba en su vuelta a Polonia, habiendo comenzado su viaje en Turín, Italia, transportaba vigas de acero a Berlín.
El jefe de la compañía de reparto informó que su primo, Łukasz Robert Urban (37) había estado conduciendo el camión a Berlín, pero que no podía imaginar que fuera responsable del ataque. La compañía se puso en contacto con el conductor por última vez entre las 15:00 y las 16:00, cuando el conductor informó que había llegado demasiado tarde a la compañía de destino en Berlín y que tendría que esperar allí durante la noche y descargar su camión a la mañana siguiente. La familia había sido incapaz de ponerse en contacto con el conductor desde las 16:00. La compañía propietaria del camión sospechaba que había sido secuestrado sobre la base de sus coordenadas GPS. El dueño de la compañía luego identificó al hombre que fue encontrado muerto en el camión como su primo Urban, el conductor original del camión articulado. Se cree que el conductor original fue asesinado por el perpetrador.

### Ataque vehicular al mercado navideño
El 19 de diciembre de 2016, a las 20:02 hora local, un hombre condujo un camión robado a través de un mercado navideño en Breitscheidplatz en Berlín, matando a once personas. El camión circuló 50-80 metros por el mercado, cruzó una acera en Breitscheidplatz y destruyó varios puestos. La policía local declaró que el vehículo entró desde la Hardenbergstraße antes de llegar a detenerse finalmente frente a la Iglesia Memorial Kaiser Wilhelm. Antes de entrar en el mercado navideño, el camión había dado la vuelta una vez a la Breitscheidplatz.
Varios testigos vieron al conductor salir del camión y huir hacia el cercano parque Tiergarten. Un testigo corrió tras él.
Łukasz Urban fue encontrado muerto en el asiento del copiloto de la cabina del camión; había sido apuñalado y abatido por un tiro en la cabeza con un arma de fuego de pequeño calibre. Los investigadores creen que el conductor original todavía estaba vivo cuando el camión llegó a Breitscheidplatz y que fue apuñalado porque trató de impedir el ataque, antes de recibir el disparo.

## Investigación

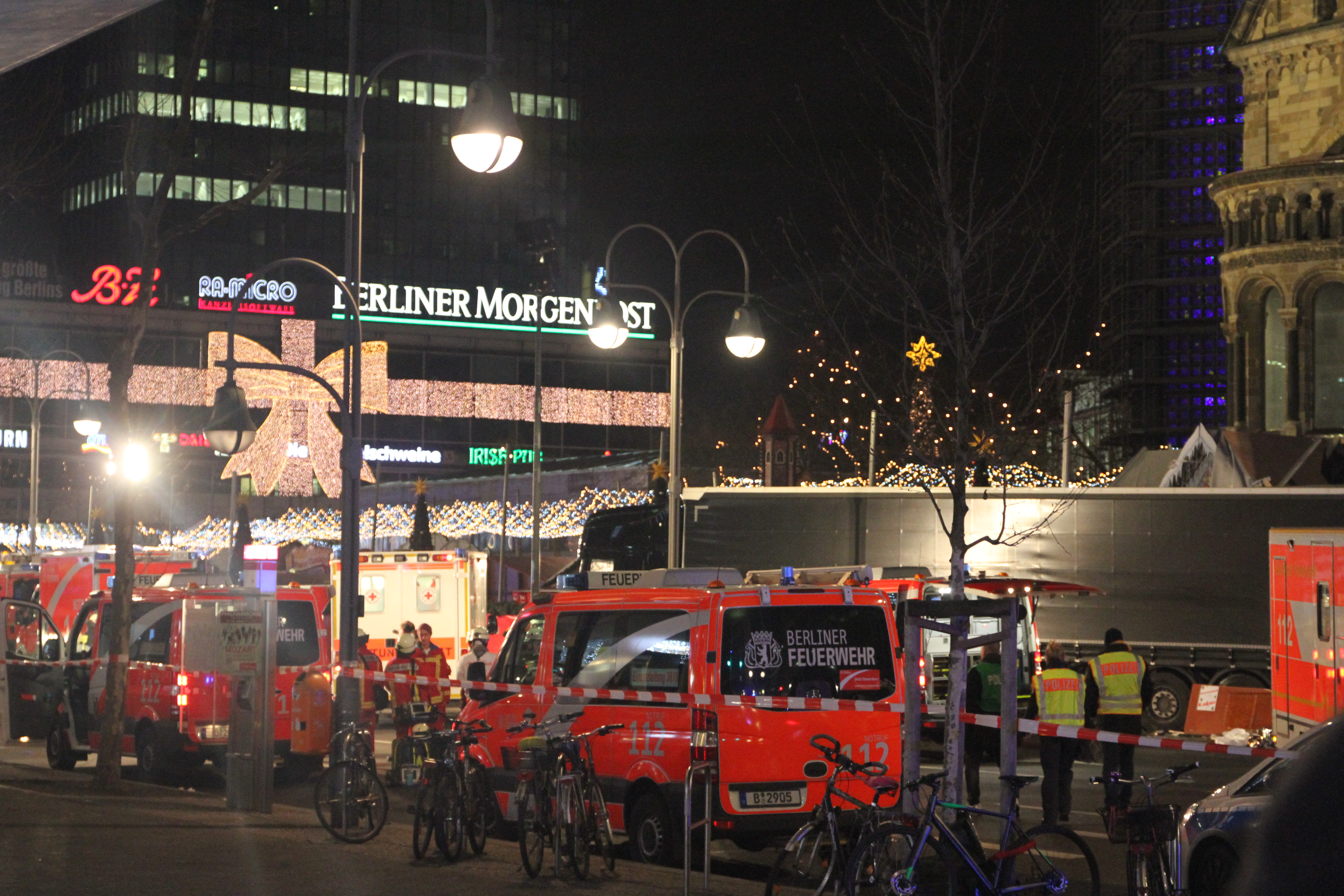
El camión involucrado en el atentado, rodeado por vehículos de bomberos.

La policía y el Ministerio Público investigaron el incidente como un acto terrorista. La canciller de Alemania, Angela Merkel, dijo: «Debemos suponer que fue un ataque terrorista». El ministro del Interior, Thomas de Maizière, describió el incidente como un ataque brutal. El Departamento de Estado de los Estados Unidos había advertido previamente de ataques terroristas en los mercados navideños en Europa después de que el Estado Islámico tomara Al Raqa y Mosul. El Estado Islámico reclamó la responsabilidad por el ataque terrorista poco después de que fuera liberado un sospechoso paquistaní que había sido detenido por error.
El culpable mató a 12 personas, 11 de ellas con un camión articulado Scania R 450 secuestrado y lesionó a 49 al atropellarlos en el mercado. Se cree que el secuestrador apuñaló y mató a balazos al conductor original, Łukasz Robert Urban, con un arma de pequeño calibre. Las armas de mano siguen estando desaparecidas.

### Búsqueda y muerte del perpetrador

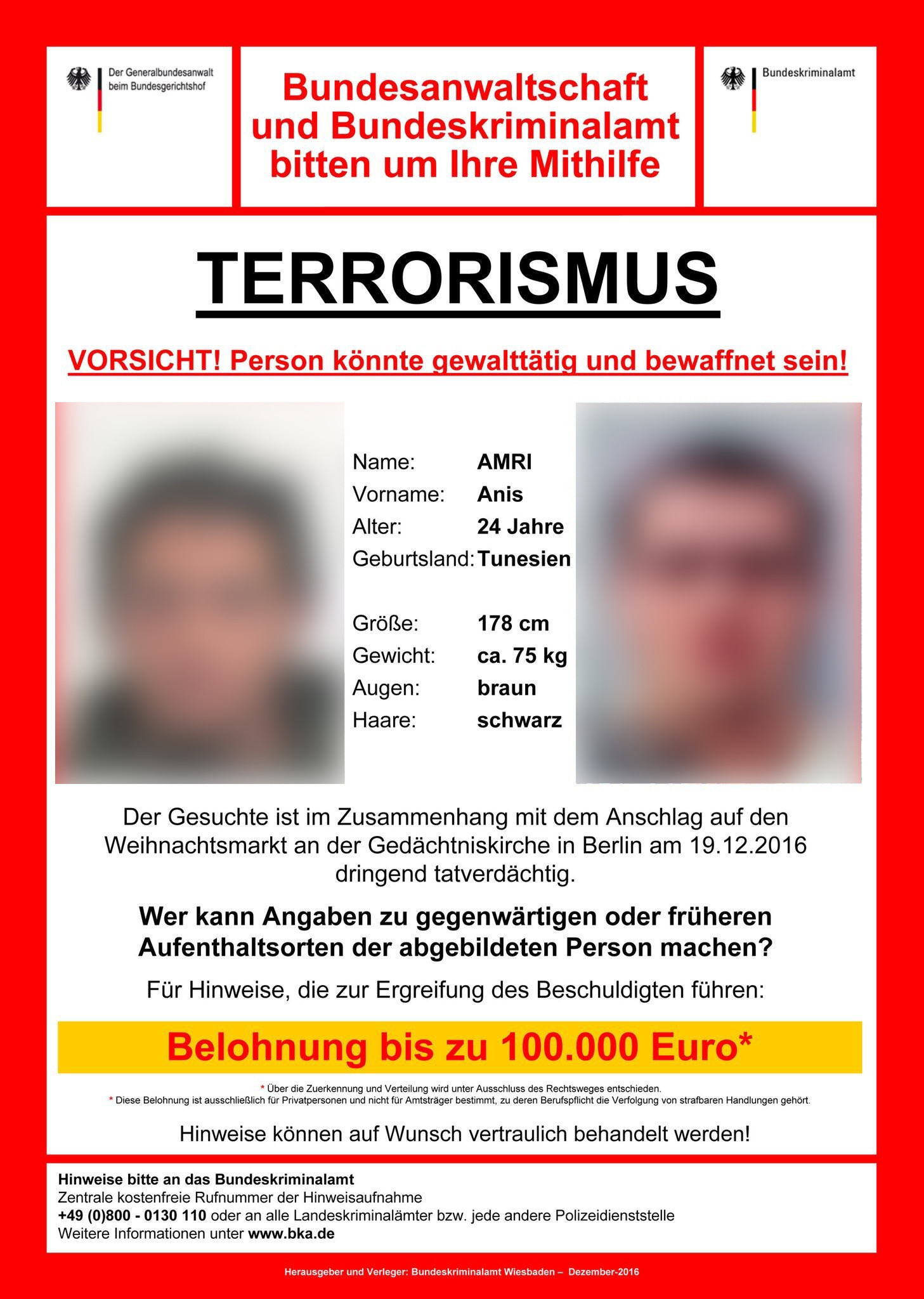
Cartel de búsqueda de Anis Amri, difundido por la Oficina Federal de Investigación Criminal y la Fiscalía General de Alemania.

En la tarde del 19 de diciembre, la policía arrestó a un sospechoso cerca de la Columna de la Victoria de Berlín. En ese momento se sospechó que era el conductor del camión durante el ataque. Los informes iniciales sugirieron que el hombre era un refugiado afgano o paquistaní. El detenido negó su participación, y posteriormente fue identificado como un solicitante de asilo de 23 años de Turbat, Pakistán.
El Comando Especial de Despliegue de Berlín invadió un hangar de Tempelhof que se utiliza como campo de refugiados, donde el sospechoso vivía con otros seis en una habitación. Su teléfono móvil fue capturado y analizado. Se había trasladado a Alemania a través de Passau el 11 de febrero de 2016, y tiene un permiso de residencia desde el 2 de junio de 2016. Fuentes dentro de la policía más tarde sugirieron que podrían haber arrestado «al hombre equivocado» porque el individuo bajo custodia no llevaba residuos de disparo ni marcas que pudieran indicar que había estado en una pelea. Además, las pruebas forenses no probaron la presencia del sospechoso dentro de la cabina del camión. En consecuencia, creían que el atacante todavía podría estar en libertad.
El fiscal general alemán Peter Frank declaró: «Tenemos que acostumbrarnos a la idea de que el hombre detenido no puede ser el perpetrador o pertenecer al grupo de perpetradores». El individuo fue puesto en libertad en la tarde del 20 de diciembre debido a la falta de pruebas. La policía alemana se está preparando para una persecución del o los autores.
El 21 de diciembre, la policía anunció la búsqueda a nivel nacional de un sospechoso específico después de encontrar documentos personales de un hombre tunecino bajo el asiento del conductor del camión. Los investigadores hallaron una suspensión de deportación concedida a un hombre llamado Anis Amri, que había nacido en Tataouine (Túnez) en 1992. Más tarde ese día la policía anunció que había intensificado la búsqueda a una escala europea, cubriendo el espacio de Schengen; sus huellas dactilares también fueron encontradas en la cabina y el volante del camión. Según los investigadores, el sospechoso ingresó a Alemania desde Italia en 2015 y pertenecía a una red salafista, el llamado grupo «Verdadera Religión», que creció alrededor de Abu Walaa, un conocido reclutador de EI en Alemania.
El 23 de diciembre, Anis Amri murió en un tiroteo en un suburbio de la ciudad de Milán (Italia). a las 03:00 a. m., al ser interceptado en un control rutinario a la salida de la estación de tren y negarse a mostrar su documento de identidad a los agentes, a los que disparó. Un agente fue herido en un hombro y el otro abatió al agresor.

## Víctimas
| País de origen  | Muertos | Heridos | Notas         |
| --------------- | ------- | ------- | ------------- |
| Alemania        | 7       | 19      | [ 46 ]        |
| Italia          | 1       | 3       | [ 47 ] [ 48 ] |
| Israel          | 1       | 1       | [ 49 ]        |
| República Checa | 1       | 0       |               |
| Polonia         | 1       | 0       |               |
| Ucrania         | 1       | 0       |               |
| Francia         | 0       | 13      |               |
| España          | 0       | 2       | [ 50 ]        |
| Estados Unidos  | 0       | 2       |               |
| Reino Unido     | 0       | 2       |               |
| Finlandia       | 0       | 1       | [ 51 ]        |
| Hungría         | 0       | 1       |               |
| Líbano          | 0       | 1       | [ 52 ]        |
| Túnez           | 1       |         | [ 53 ]        |
| Total           | 13      | 45      | [ 2 ]         |

## Reacciones
Varios líderes mundiales expresaron sus condolencias a Alemania y a las víctimas del ataque.